# 佩紐斯山
佩紐斯火山口（Peneus Patera）是一座位於火星挪亚区的火山，中心座標58.1°S，307.5°W。名稱來自位於48°S，290°W的反照率特徵。

## 貝狀地形
佩紐斯山周圍有所謂的「貝狀地形」（Scalloped topography），該地形因為凹陷的形狀類似扇貝的邊緣而得名。有時候一些凹陷區域看起來結合在一起。這種地形通常發生在北或南緯約55度處，一般相信它的形成是因為地表下物質消失，例如下方的冰昇華造成地表凹陷。貝狀地形在面向赤道方向坡度較平緩，但面對極點是陡坡。造成坡度差異的原因可能是太陽照射加熱的程度不同，一般相信這樣的過程至今仍在持續中。